# جون ووكر (أكاديمية)
جون ووكر (بالإنجليزية: June Walker)‏ هي أكاديمية أمريكية، ولدت في 19 يونيو 1934، وتوفيت في 29 يوليو 2008.